# Église Saint-Vincent d'Estagel
Ne doit pas être confondu avec Église Saint-Étienne-et-Saint-Vincent d'Estagel.
Pour les articles homonymes, voir église Saint-Vincent.
L'église Saint-Vincent d'Estagel (ou Sant Vicens, en Catalan) est une église préromane et un ermitage situé à Estagel, dans la région historique du Roussillon, dans le département français des Pyrénées-Orientales, en Occitanie.

## Situation
| \| Église Saint-Vincent d'Estagel \| Situation par rapport aux sites préromans des Pyrénées-Orientales. |
| Église Saint-Vincent d'Estagel                                                                          |

## Architecture
La Chapelle Saint Vincent d'Estagel, malgré son grand âge, connaît une architecture assez typique du style de bâtisse préromane de la région.

### Emplacement
Située sur les hauteurs du village, elle donne donne une vue sur toute la vallée de l'Agly du Nord-Ouest, ainsi qu'une grande partie des Pyrénées (notamment le Canigou). En effet, elle se trouvait assez à l'écart du vieux village, surtout lorsqu'elle fût convertie en ermitage au XVIIe siècle. L'accès se fait facilement aujourd'hui par des aménagements du village : des escaliers qui montent depuis la rue Rouget de Lisle (à l’arrivée des pèlerins, une borne oratoire, avec une sculpture de Saint Vincent récente), ou bien une route qui arrive du côté sud. Une pinède assez récente au sud sert d'un coin à l'abri du soleil, et vous mène sur un des nombreux chemins de randonnées du lieu. Du côté nord : un abri classique pour le vent sous la forme de ligne de cyprès assez costauds.

### Bâtiment
L'église, fermée au public, est constituée d'une nef petite, qui longe tout le bâtiment d'une quinzaine de mètres, jusqu'à l'autel tout aussi petit que la chapelle elle-même. Bien qu'elle soit rénovée à l'intérieur, il n'y a que quelques rares ouvertures qui servent de lumière naturelle. La nef est bien sûr surplombée du clocher, toujours intact grâce aux rénovations plus ou moins récentes. L'entrée, située en contrebas du reste du terrain, est protégée accessoirement du vent par un mur d'environ 3 mètres de haut. La façade  est couverte de béton (relativement récemment rénovée), ce qui est contrasté avec le reste de l'édifice, bâti avec des pierres des alentours. La chapelle a un étage, sans aucun accès (sauf un portillon placé à quelque 4 mètres du sol) depuis la création de la nef érémetique en 1981. La galerie assez atypique a été conservée, ainsi montrant les 3 voûtes élégantes et permettant un passage du côté est de l'église pour admirer la continuité de la vallée de l'Agly. Bien sûr, la toiture a été faite en tuiles en terre cuite, tout comme la grande majorité du village. Les quelques salles supplémentaires de la chapelle sont à la disposition de fêtes (fête de la Saint-Jean annuelle, ou bien des événements privés). Juste à côté se trouve l'amphithéâtre extérieur, rajouté postérieurement à la construction initiale, face à la chapelle, ou se déroulent quelques petits spectacles. À proximité de tous ces aménagements se trouve une aire de pique-nique, de grillade, et repos.